# НК Дравоград
НК Дравоград е словенски футболен отбор от Дравоград. Създаден е през 1948 г. През сезон 2021/22 се състезава в Трета словенска лига, третото ниво на футбола в Словения.

## Успехи
- Втора словенска лига

Шампиони: 1998–99, 2001–02
- Трета словенска лига

Шампиони: 1995–96, 2017–18, 2018–19